# Erich Thies
Erich Thies (* 20. September 1943 in Rotenburg (Wümme)) ist ein deutscher Wissenschaftsmanager und Hochschullehrer. Er war mehrere Jahre Staatssekretär in der Berliner Senatsverwaltung für Wissenschaft, Forschung und Kultur und war von 1998 bis 2011 Generalsekretär der Kultusministerkonferenz. Wissenschaftlich hat er sich vor allem mit Ludwig Feuerbach befasst. Thies lebt in Heidelberg.

## Leben
Thies erlangte 1963 am Ratsgymnasium in Rotenburg sein Abitur. Von 1963 bis 1970 studierte er Philosophie, Kunstgeschichte, Germanistik und Pädagogik an den Universitäten Tübingen, Berlin und Heidelberg. 1970 legte er das erste Staatsexamen für das Lehramt an Höheren Schulen in den Fächern Germanistik und Philosophie ab. Anschließend war er Wissenschaftlicher Mitarbeiter am Lehrstuhl von Dieter Henrich an der Universität Heidelberg, wo er 1973 auch im Fach Philosophie promovierte.
1976 wurde er an die Pädagogische Hochschule Heidelberg auf eine Professur für Philosophie berufen. Von 1978 bis 1986 war er Rektor der Pädagogischen Hochschule Heidelberg, und von 1978 bis 1982 auch Vorsitzender der Landesrektorenkonferenz der Pädagogischen Hochschulen Baden-Württembergs. Thies war in mehreren wissenschaftspolitischen Gremien engagiert, so war er zwischen 1987 und 1998 Mitglied mehrerer Arbeitsgruppen des Wissenschaftsrates. Seit 1991 war er an der Humboldt-Universität zu Berlin „Planungsbeauftragter für den Fachbereich Erziehungswissenschaften“. 1992 wurde er vom damaligen Berliner Wissenschaftssenator Manfred Erhardt zum Staatssekretär in der Senatsverwaltung für Wissenschaft, Forschung und Kultur berufen, ein Amt, das er bis 1998 innehatte.
1994 wurde er auf eine Professur für Philosophie und Pädagogik an die Humboldt-Universität Berlin berufen, ein Amt, das er bis zum Februar 2009 innehatte. Von Oktober 1998 bis September 2011 war er Generalsekretär der deutschen Kultusministerkonferenz.

## Mitgliedschaften, Ämter, Ehrungen (Auswahl)
- Seit 1989 Mitglied des Wissenschaftlichen Beirats der „Internationalen Vereinigung zum Studium der Werke Ludwig Feuerbachs“
- 1991 Wissenschaftlicher Betreuer des Akademievorhabens „Feuerbach-Gesamtausgabe“
- 2002 Verleihung des Bundesverdienstkreuzes am Bande
- 2009 Verleihung des Bundesverdienstkreuzes 1. Klasse
- 2010 Verleihung einer Honorarprofessur für Philosophie an der Tongji-Universität (Shanghai)
- 2011 Ernennung zum Gastprofessor der Bejing Foreign Studies University
- 2011 Ernennung zum Gastprofessor der Zhejiang University
- 2012 Senior Consultant von Hanban (Konfuzius Institute)
- 2015 Verleihung einer Honorarprofessur an der Shanghai International Studies University (SISU)
- 2019 Ernennung zum Mitglied des Deutsch-Chinesischen Dialogforums durch das Auswärtige Amt